# El Laco
Der El Laco – Vulkankomplex befindet sich im Altiplano der zentralen Andenkordillere in Nordchile, bei San Pedro de Atacama. Er ist ein einziges Vulkangebäude das, über eine Fläche von 30 km² verteilt, aus mindestens sieben kleineren Stratovulkanen und Domen besteht mit einem zentralen Krater an seiner Spitze, dem Pico El Laco.
Der El Laco zeichnet sich durch das Vorhandensein von Eisenerz-Lavaströmen aus. Dieses Eisenvorkommen mit 500 Millionen Tonnen Erz von 60 % Eisengehalt, besteht hauptsächlich aus Magnetit und Hämatit mit Apatit und Actinolit als Gangmineralen. Es wurde 1958 entdeckt und per Tagebau industriell abgebaut.